# Östra Klagstorps församling
Östra Klagstorps församling var en församling i Lunds stift och i Trelleborgs kommun. Församlingen uppgick 2002 i Källstorps församling.

## Administrativ historik
Församlingen har medeltida ursprung. Före den 1 januari 1886 (ändring enligt beslut den 17 april 1885) var namnet Klagstorps församling.
Församlingen var till 1 maj 1929 annexförsamling i pastoratet Äspö och (Östra) Klagstorp. Från 1 maj 1929 till 2002 var församlingen annexförsamling i pastoratet Källstorp, Lilla Beddinge och Östra Klagstorp som från 1 maj 1929 till 1962 och från 1974 även omfattade Äspö församling, från 1962 även Tullstorps församling och från 1974 även Hemmesdynge, Södra Åby, Östra Torps och Lilla Isie församlingar.  Församlingen uppgick 2002 i Källstorps församling.

## Kyrkor
- Östra Klagstorps kyrka